# Oliver Rihs
Oliver Rihs (* 13. Dezember 1971 in Männedorf) ist ein Schweizer Filmregisseur, Drehbuchautor und Filmproduzent.

## Leben
Rihs absolvierte von 1988 bis 1992 eine Ausbildung als Grafiker in Zürich. Anschliessend arbeitete er als Grafiker sowie Illustrator und sammelte mit künstlerischen Video-Arbeiten für Techno-Partys erste Filmerfahrungen.
1996 brach er seine Karriere als Werbegrafiker zugunsten einer Tätigkeit als Sozialarbeiter für Senioren ab. Gleichzeitig realisierte er seine ersten Kurzspielfilme, von denen Lilien am Internationalen Filmfestival Locarno den Preis für den besten Kurzfilm gewann.
Ab 1998 lebte Rihs in Barcelona und drehte dort seinen ersten Langspielfilm, das Roadmovie Brombeerchen. In den Hauptrollen spielten Mina Tander, Birol Ünel und Robert Stadlober.
Seit 2001 lebt Rihs in Berlin, wo er mit dem Episodenfilm Schwarze Schafe ohne Fördermittel seinen zweiten Spielfilm drehte. Die Komödie war eine Liebeserklärung an die Stadt und avancierte zum Kultfilm. Auch in der Schweiz blieb Rihs weiterhin aktiv. Seine Komödie Achtung, Fertig, WK! war 2013 der erfolgreichste Schweizer Kinofilm.
2008 gründete Rihs zusammen mit René Römert die Produktionsfirma Port-au-Prince Film & Kultur Produktion GmbH, die er seit 2010 zusammen mit Römert und dem Produzenten Jan Krüger leitet. Das Unternehmen produziert Spiel- und Dokumentarfilme wie Jack (Silberne Lola), Die dunkle Seite des Mondes, Journey to Jah und Der Mann aus dem Eis.
2014 gründete er gemeinsam mit der Verleiherin Leila Hamid den Filmverleih Port-au-Prince Pictures.

## Filmografie (Auswahl)
- 1999: Lilien (Kurzfilm)
- 2002: Brombeerchen
- 2006: Schwarze Schafe
- 2011: Dating Lanzelot
- 2012: Hasenhimmel (Kurzfilm)
- 2013: Achtung, Fertig, WK!
- 2016: Affenkönig
- 2020: Stürm: Bis wir tot sind oder frei
- 2021: Blackout
- 2025: #SchwarzeSchafe[5]

## Auszeichnungen
- 1999: Bester Kurzfilm, Internationales Filmfestival von Locarno für Lilien
- 2002: Nominierung für den Max Ophüls Preis für Brombeerchen
- 2006: Förderpreis Deutscher Film, Internationale Hofer Filmtage für Schwarze Schafe
- 2007: NDR-Regiepreis, Filmkunstfest Mecklenburg-Vorpommern für Schwarze Schafe
- 2007: Prädikat Wertvoll, Deutsche Film- und Medienbewertung für Schwarze Schafe
- 2008: Produktionspreis, Studio Babelsberg für Schwarze Schafe
- 2008: Nominierung für den Schweizer Filmpreis in der Kategorie Bester Spielfilm und Bestes Drehbuch für Schwarze Schafe
- 2009: Edi.09 Auszeichnung für die beste Schweizer Werberegie
- 2014: 1. Platz, Succès Zürich für Achtung, Fertig, WK!